# Jarai
Jarai oder Jarais (vietnamesisch Người Gia Rai, Gia Rai, oder Gia-rai; Khmer ចារ៉ាយ, Charay) sind ein austronesisches, indigenes Volk und eine ethnische Minderheit in Vietnam und Kambodscha.

## Siedlungsgebiete
Die Jarai leben im Hochland Mittelvietnams (genauer dem Gia Lai und der Provinz Kon Tum, sowie als kleinere Bevölkerungsgruppen in der Provinz Đắk Lắk). Eine weitere von Jarai besiedelte Provinz ist Ratanakiri im Nordosten von Kambodscha.
Die Jarai stellen die größte Gruppe der Völker des zentralen Hochlands dar, die als Degar oder Montagnard bekannt sind. Mit 23 % vertreten die Jarai außerdem knapp ein Viertel der Bevölkerung der Ratanakiri-Provinz in Kambodscha.

## Sprache, Schrift und Kultur
Die Sprache der Jarai gehört zum malayo-polynesischen Zweig der austronesischen Sprachfamilie. Sie ist mit der Sprache der Cham (aus Mittelvietnam und Kambodscha) und den malayo-polynesischen Sprachen aus Indonesien, Malaysia, Madagascar, den Philippinen und weiteren pazifischen Inseln wie Hawaii und Neuseeland verwandt. Derzeit sprechen etwa 332.558 Menschen Jarai.
Sowohl die kambodschanischen als auch die vietnamesischen Jarai teilen die gleichen Traditionen und stehen in einem engen kulturellen Austausch. Bezüglich der Sprache ist allerdings jeweils ein nicht unerheblicher Einfluss des linguistischen Umfelds, also der Khmer oder Vietnams, zu erkennen. Einige Begriffe der Khmer-Jarai sind der Khmer oder Lao entliehen. Sprachliche Unterschiede führen bei Gesprächen zwischen den beiden ethnischen Gruppen teilweise zu Unverständnis. Der größte Unterschied liegt aber wohl in der Schrift: Vietnamesisches Jarai wird in lateinischen Buchstaben geschrieben, während Khmer Jarai der Khmer-Schrift folgt.

## Vietnamkrieg
Während des Vietnamkriegs unterstützten viele Jarai die Special Forces der USA, ebenso wie einige Montagnard-Gruppen (Khmer Loeu und Degar). In vielen Fällen geschah dies über die Civilian Irregular Defense Group (CIDG), die einer Rekrutierung der indigenen Minderheiten Südvietnams durch die Vietcong zuvorkommen sollte. Aufgrund dieser Zusammenarbeit wurden viele dieser Jarai nach dem Krieg zusammen mit ihren Familien in die USA gebracht, insbesondere nach North Carolina.